# Konstantin Iwanow
Konstantin Konstantinowicz Iwanow, ros. Константин Константинович Иванов (ur. 8 maja?/21 maja 1907 w Jefriemowie w obwodzie tulskim, zm. 15 kwietnia 1984 w Moskwie) – rosyjski dyrygent i kompozytor.

## Życiorys
Jako dziecko służył przy Armii Czerwonej jako tzw. syn pułku, będąc trębaczem pułków kawaleryjskich. Następnie ukończył studia dyrygenckie u Leo Ginzburga w Konserwatorium Moskiewskim (1937). W latach 1935–1937 był dyrygentem Centralnego Teatru Armii Czerwonej. W 1938 roku otrzymał III nagrodę na Wszechwiązkowym Konkursie Dyrygenckim w Moskwie i został dyrygentem Państwowej Orkiestry Symfonicznej ZSRR. Od 1939 do 1941 był dyrygentem Teatru Operowego im. K. Stanisławskiego. W latach 1941–1946 dyrygował Wielką Orkiestrą Symfoniczną Wszechzwiązkowego Radiokomitetu. Od 1946 do 1965 roku pełnił funkcję pierwszego dyrygenta Państwowej Orkiestry Symfonicznej ZSRR. Koncertował m.in. w Belgii, Czechosłowacji, Japonii, Rumunii i Stanach Zjednoczonych. Otrzymał Nagrodę Stalinowską (1949) i tytuł Ludowego Artysty ZSRR (1958).
Skomponował m.in. symfonię, kilka poematów symfonicznych, koncert kontrabasowy i utwory wokalne.